# قائمة حلقات الموتى السائرون
قائمة حلقات؛ الموتى السائرون مُسلسل رعب ودراما تلفزيوني أمريكي، طَورهُ فرانك دارابونت، مبني على سلسلة القصص المصورة بنفس العنوان التي أعدها روبرت كيركمان، توني مور، وتشارلي أدلارد. لعب المُمثل البريطاني أندرو لينكولن دور بطل المسلسل بشخصية نائب المأمور ريك غرايمز، الذي يستيقظ من غيبوبة ليرى العالم مُدمراً من حوله، والموتى السائرون يجيبون الشوارع. يلتقي ريك بعائلته التي هربت من المدينة مع مجموعة من الناجين ويصبح ريك قائد المجموعة. تكافح المجموعة من أجل البقاء على قيد الحياة وللتكيف في العالم المروع الذي ملئت شوارعه بالموتى السائرون، ووجود الجماعات المعادية التي غالباً ماتكون أخطر من الموتى السائرون نفسهم.
في 30 أكتوبر، 2015، جُدد المسلسل لموسم سابع من ستة عشر حلقة بدأ عرضه في 23 أكتوبر، 2016، وسيتبعهُ موسم ثامن سيُعرض في آواخر عام 2017.

## نظرة عامة
| الموسم | الموسم | عدد الحلقات | تاريخ البثّ الأصلي | تاريخ البثّ الأصلي |
| الموسم | الموسم | عدد الحلقات | أول بثّ            | آخر بثّ            |
| ------ | ------ | ----------- | ----------------- | ----------------- |
|        | 1      | 6           | 31 أكتوبر 2010    | 5 ديسمبر 2010     |
|        | 2      | 13          | 16 أكتوبر 2011    | 18 مارس 2012      |
|        | 3      | 16          | 14 أكتوبر 2012    | 31 مارس 2013      |
|        | 4      | 16          | 13 أكتوبر 2013    | 30 مارس 2014      |
|        | 5      | 16          | 12 أكتوبر 2014    | 29 مارس 2015      |
|        | 6      | 16          | 11 أكتوبر 2015    | 3 أبريل 2016      |
|        | 7      | 16          | 23 أكتوبر 2016    | 2 أبريل 2017      |
|        | 8      | 16          | 22 أكتوبر 2017    | 15 أبريل 2018     |
|        | 9      | 16          | 7 أكتوبر 2018     | 31 مارس 2019      |
|        | 10     | 22          | 6 أكتوبر 2019     |                   |

## الحلقات

### الموسم الأول (2010)
مقالة مفصلة: الموتى السائرون (الموسم الأول)
| التسلسل الإجمالي | تسلسل الموسم | عنوان الحلقة            | إخراج               | كتابة                                          | تاريخ العرض    | عدد المشاهدين (بالمليون) |
| --- | ------------ | ----------------------- | ------------------- | ---------------------------------------------- | -------------- | ------------------------ |
| 1 | 1            | «أيامٌ مضت»              | فرانك دارابونت      | فرانك دارابونت                                 | 31 أكتوبر 2010 | 5.35                     |
| يستيقظ الشرطي ريك غرايمس من غيبوبة إثر إصابتهُ بطلق ناري أثناء تأدية الواجب، ليجد العالم مدمراً والموتى يجولون الشوارع. بعد أن يلتقي بالناجي مورغان جونز وابنه دواين يُقرر ريك الذهاب إلى أتلانتا ليبحث عن زوجتهُ لوري وابنهُ كارل. |              |                         |                     |                                                |                |                          |
| 2 | 2            | «أحشاء»                 | ميشيل ماكلارين      | فرانك دارابونت                                 | 7 نوفمبر 2010  | 4.71                     |
| يحاصر ريك بجموعة من الموتى السائرون، ينقذهُ مجموعة من الناجين يقودهم غلين. تجبر المجموعة على ترك حقيبة ريك المليئة بلأسلحة، كما يتركون ميرل في أعلى البناية.                                                                    |              |                         |                     |                                                |                |                          |
| 3 | 3            | «تحدث مع الضفادع»       | غوينيث هوردر-بايتون | تشارلز إتش. إيغلي وجاك لوغايدس وفرانك دارابونت | 14 نوفمبر 2010 | 5.07                     |
| يذهب ريك مع غلين إلى معسكر المجموعة حيث يلتقي بزوجته لوري وإبنه كارل وصديقه وزميله السابق في العمل شاين. |              |                         |                     |                                                |                |                          |
| 4 | 4            | «الرفاق»                | يوهان رينك          | روبرت كيركمان                                  | 21 نوفمبر 2010 | 4.75                     |
| تصتدم المجموعة بمجموعة آخرى من الناجين الذين يحمون داراً للمسنين، لكن ريك يتمكن من حل النزاع. |              |                         |                     |                                                |                |                          |
| 5 | 5            | «هجوم وايلدفاير»        | إرنست ديكرسون       | غلين مازارا                                    | 28 نوفمبر 2010 | 5.56                     |
| يقود «ريك» المجموعة إلى «مركز مكافحة الأمراض» بعد الهجوم، بينما يتعين على «جيم» اتخاذ قرار مصيري سيئ. |              |                         |                     |                                                |                |                          |
| 6 | 6            | «موضوع الاختبار رقم 19» | قاي فيرلاند         | آدم فيرو وفرانك دارابونت                       | 5 ديسمبر 2010  | 5.97                     |
| يسمح طبيب غريب إلى «ريك» والمجموعة بدخول «مركز مكافحة الأمراض»... لكن ليس كل ما يلمع ذهبًا في مأواهم الجديد. |              |                         |                     |                                                |                |                          |

### الموسم الثاني (2011–12)
مقالة مفصلة: الموتى السائرون (الموسم الثاني)
| التسلسل الإجمالي | تسلسل الموسم | عنوان الحلقة            | إخراج                               | كتابة                       | تاريخ العرض    | عدد المشاهدين (بالمليون) |
| --- | ------------ | ----------------------- | ----------------------------------- | --------------------------- | -------------- | ------------------------ |
| 7 | 1            | «ما ينتظرنا»            | إيرنست ديكرسون، غوينيث هوردر-بايتون | آرديث بيه وروبرت كيركمان    | 16 أكتوبر 2011 | 7.26                     |
| يقود «ريك» المجموعة لمغادرة «أتلانتا». وعلى الطريق السريع، يوقفهم خطر لم يروا مثله قط... ثم يختفي أحدهم.                             |              |                         |                                     |                             |                |                          |
| 8 | 2            | «نزيف داخلي»            | إيرنست ديكرسون                      | غلين مازارا                 | 23 أكتوبر 2011 | 6.70                     |
| يكتشف «ريك» مأوىً آمنًا محتملًا وهو في طريقه لنجدة أحدهم، ويتعين على «شين» الذهاب في مهمة خطرة للحصول على مؤن طبية هم في حاجة ماسّة لها. |              |                         |                                     |                             |                |                          |
| 9 | 3            | «اِحتفظ بالطلقة الأخيرة» | فيل أبراهام                         | سكوت أم. غيمبل              | 30 أكتوبر 2011 | 6.10                     |
| تنتظر المجموعة عودة «شين» في يأس، ويجد «شين» نفسه عالقًا في مدرسة يحيط بها الموتى السائرون، بينما يبحث «داريل» و«أندريا» عن شخص ما.   |              |                         |                                     |                             |                |                          |
| 10 | 4            | «وردة شيروكي»           | بيلي غايرهارت                       | إيفان رايلي                 | 6 نوفمبر 2011  | 6.29                     |
| يفاوض «ريك» «هيرشل» على بقاء المجموعة في المزرعة بينما يواجه الآخرون خطرًا غير عادي، ويذهب «غلين» في مهمة.                            |              |                         |                                     |                             |                |                          |
| 11 | 5            | «مصاص دم الماعز»        | غاي فيرلاند                         | ديفيد ليزلي جونسون          | 13 نوفمبر 2011 | 6.12                     |
| وحيدًا في الغابة، يجد «داريل» دليلًا لكنه مصاب من جرّاء هجوم الموتى الأحياء، ويفكر «ريك» في خياراته، وتختلط إشارات «ماغي» على «غلين».   |              |                         |                                     |                             |                |                          |
| 12 | 6            | «أسرار»                 | ديفيد بويد                          | آنجيلا كانغ                 | 20 نوفمبر 2011 | 6.08                     |
| يحاول «غلين» التكتّم على سرّين، وتكتشف «أندريا» مهارة جديدة وتُرغم على اختبارها، بينما يعرف «ريك» أمرًا يخص شخصًا مقربًا منه.              |              |                         |                                     |                             |                |                          |
| 13 | 7            | «أنت ميت أصلًا»          | ميشيل مكلارين                       | سكوت أم. غيمبل              | 27 نوفمبر 2011 | 6.62                     |
| تكتشف المجموعة خطرًا عظيمًا يعيش بين ظهرانيهم، ويتعاون «ريك» مع «هيرشل» لتفادي مأزق خطير، بينما يواجه «ديل» «شين».                     |              |                         |                                     |                             |                |                          |
| 14 | 8            | «نبراسكا»               | كلارك جونسون                        | إيفان رايلي                 | 12 فبراير 2012 | 8.10                     |
| تحاول المجموعة إعادة النظام في أعقاب اكتشاف مريع. وعندما يختفي «هيرشل»، يتعيّن على «ريك» و«غلين» تتبّعه إلى البلدة.                    |              |                         |                                     |                             |                |                          |
| 15 | 9            | «إصبع الزناد»           | بيلي غايرهارت                       | ديفيد ليزلي جونسون          | 19 فبراير 2012 | 6.89                     |
| يحارب «ريك» و«هيرشل» و«غلين» العالقون أعداء جدد من الأحياء والأموات من أجل البقاء، ويأخذ «شين» على عاتقه إعادة «لوري» إلى المزرعة.   |              |                         |                                     |                             |                |                          |
| 16 | 10           | «سنبتعد 18 ميلًا»        | إيرنست ديكرسون                      | سكوت أم. غيمبل وغلين مازارا | 26 فبراير 2012 | 7.04                     |
| يدخل «ريك» و«شين» في نزاع حول مصير أحد السجناء، بينما تساعد «أندريا» أصغر بنات «هيرشل» في مواجهة قرار مصيري.                         |              |                         |                                     |                             |                |                          |
| 17 | 11           | «قاضٍ ولجنة تحكيم ومُنفّذ» | غريغ نيكيتيرو                       | آنجيلا كانغ                 | 4 مارس 2012    | 6.77                     |
| ينحاز «ريك» إلى «شين» في قرار مهم، ويشعر «ديل» بالقلق من أن المجموعة تفقد إنسانيتها، بينما تتسبّب أفعال «كارل» في عواقب غير مقصودة.   |              |                         |                                     |                             |                |                          |
| 18 | 12           | «ملائكة أفضل»           | غاي فيرلاند                         | إيفان رايلي وغلين مازارا    | 11 مارس 2012   | 6.89                     |
| تعرف المجموعة باحتمالية وجود شخص خطير هارب. ومع حلول الليل، يمشّط «ريك» و«شين» و«داريل» و«غلين» الغابة لمعالجة الموقف.                |              |                         |                                     |                             |                |                          |
| 19 | 13           | «بجوار النار المنطفئة»  | إيرنست ديكرسون                      | روبرت كيركمان وغلين مازارا  | 18 مارس 2012   | 8.99                     |
| يعود «ريك» ليجد المزرعة في خطرٍ داهم، وتفترق المجموعة في أعقاب الفوضى العارمة، بينما يتمّ التشكيك في زعامة «ريك» على إثر تجهّم الموقف.  |              |                         |                                     |                             |                |                          |

### الموسم الثالث (2012–13)
مقالة مفصلة: الموتى السائرون (الموسم الثالث)
| التسلسل الإجمالي | تسلسل الموسم | عنوان الحلقة              | إخراج             | كتابة                    | تاريخ العرض    | عدد المشاهدين (بالمليون) |
| --- | ------------ | ------------------------- | ----------------- | ------------------------ | -------------- | ------------------------ |
| 20 | 1            | «البذور»                  | إيرنيست ديكرسون   | غلين مازارا              | 14 أكتوبر 2012 | 10.87                    |
| مع تزايد الخطر في كل مكان واقتراب موعد ولادة «لوري»، يبحث «ريك» عن مأوًى أكثر أمانًا من أجل المجموعة المُحاصَرة بالمتاعب.               |              |                           |                   |                          |                |                          |
| 21 | 2            | «جنون»                    | بيلي غايهارت      | نيكول بياتي              | 21 أكتوبر 2012 | 9.55                     |
| يعقّد اكتشاف أعداء جدد الأمور أكثر فأكثر بينما يحارب «ريك» مع المجموعة لإنقاذ حياة أحد أتباعهم.                                      |              |                           |                   |                          |                |                          |
| 22 | 3            | «سيرا معي»                | غاي فيرلاند       | إيفان رايلي              | 28 أكتوبر 2012 | 10.51                    |
| بعد مشاهدتهما لأحد الحوادث، تقابل «أندريا» و«ميشون» مجتمعًا جديدًا من الناجين الذين قد لا يكونون ودودين بقدر ما يُظهِرون.               |              |                           |                   |                          |                |                          |
| 23 | 4            | «القاتل بيننا»            | غاي فيرلاند       | سانغ كيو كيم             | 4 نوفمبر 2012  | 9.27                     |
| تتعرف "ميشون" و"أندريا" على بيئتهما المحيطة الجديدة بينما تُرغَم مجموعة السجن على مواجهة صراعات عدة.                                  |              |                           |                   |                          |                |                          |
| 24 | 5            | «أجيبي»                   | غريغ نيكوتيرو     | أنجيلا كانغ              | 11 نوفمبر 2012 | 10.37                    |
| يكافح «ريك» للتأقلم مع خسارته الأخيرة المؤلمة، بينما تستمر شكوك «ميشون» في "الحاكم" عندما ينظّم حفلًا فريدًا من نوعه.                  |              |                           |                   |                          |                |                          |
| 25 | 6            | «مطارد»                   | دان أتياس         | سكوت إم. غيمبل           | 18 نوفمبر 2012 | 9.21                     |
| بينما تتقرّب «أندريا» من «الحاكم»، تحسِم «ميشون» قرارها حيال «وودبيري»، بينما يقرر «غلين» و«ماغي» الذهاب في مهمة.                     |              |                           |                   |                          |                |                          |
| 26 | 7            | «حين يطرق الموتى الأبواب» | دان ساكهايم       | فرانك رينزولي            | 25 نوفمبر 2012 | 10.43                    |
| يُظهِر «الحاكم» وجهه الحقيقي عندما يضغط للحصول على المعلومات، بينما يبدأ ضيف جديد في إثارة المناوشات داخل السجن.                      |              |                           |                   |                          |                |                          |
| 27 | 8            | «خُلقنا لنتعذب»            | بيلي غايهارت      | روبرت كيركمان            | 2 ديسمبر 2012  | 10.48                    |
| تقرر مجموعة السجن أنه لا مفر أمامهم سوى الدفاع عن أنفسهم بينما يتمّ التخلّص من سكان «وودبيري» في منطقة نائية.                         |              |                           |                   |                          |                |                          |
| 28 | 9            | «ملك الانتحار»            | ليزلي لينكا غلاتر | إيفان رايلي              | 10 فبراير 2013 | 12.26                    |
| يحاول «ريك» إنقاذ أحد أفراد المجموعة، وتقع «وودبيري» في فوضًى عارمة بعد الهجوم الأخير، بينما يُثير بعض الضيوف الجدد المخاوف في السجن. |              |                           |                   |                          |                |                          |
| 29 | 10           | «الديار»                  | سيث مان           | نيكول بياتي              | 17 فبراير 2013 | 11.05                    |
| بينما تناقش المجموعة خطوتها القادمة، يلحق «ريك» بأحد الأصدقاء، بينما يحاول «الحاكم» إعادة النظام إلى «وودبيري».                     |              |                           |                   |                          |                |                          |
| 30 | 11           | «لست خائنًا»               | غريغ نيكوتيرو     | أنجيلا كانغ              | 24 فبراير 2013 | 11.01                    |
| يتعين على «ريك» والمجموعة حسم خيارهم بعد اختراق أمنهم، وتقرر «أندريا» تولّي زمام الأمور بنفسها بينما تخضع «وودبيري» لولاية الشرط.    |              |                           |                   |                          |                |                          |
| 31 | 12           | «قاوم»                    | تريشا بروك        | سكوت إم. إغيمبل          | 3 مارس 2013    | 11.30                    |
| بعد إدراكهم أن قوات «الحاكم» تفوقهم في العدة والعتاد، يُقرر «ريك» قيادة بعثة للحصول على المزيد من الأسلحة.                           |              |                           |                   |                          |                |                          |
| 32 | 13           | «سهمٌ في قائم الباب»       | ديفيد بويد        | رايان سي. كولمان         | 10 مارس 2013   | 11.46                    |
| سعيًا لمنع وقوع المزيد من القتلى، يقرر «ريك» و«الحاكم» الجلوس معًا والبحث في إمكانية التوصل إلى معاهدة سلام.                          |              |                           |                   |                          |                |                          |
| 33 | 14           | «الفريسة»                 | ستيفان شوارتز     | غلين مازارا وإيفان رايلي | 17 مارس 2013   | 10.84                    |
| يُطارد «الحاكم» منشقًا هاربًا من «وودبيري». وفي غياب «الحاكم»، يحاول أحد الخونة تخريب خططه المستقبلية.                                 |              |                           |                   |                          |                |                          |
| 34 | 15           | «هذه الحياة الحزينة»      | غريغ نيكوتيرو     | سكوت إم. إغيمبل          | 24 مارس 2013   | 10.99                    |
| يواجه «ريك» والمجموعة مشكلة خطيرة: إذا أرادوا عقد هدنة مع «الحاكم»، فإنهم سيُضطرون إلى تقديم تضحية كبيرة.                            |              |                           |                   |                          |                |                          |
| 35 | 16           | «مرحبًا بكم في المقابر»    | إيرنيست ديكرسون   | غلين مازارا              | 31 مارس 2013   | 12.42                    |
| يتعين على «ريك» والمجموعة التفكير جدِّيًا إذا كان السجن يستحق الدفاع عنه أم لا، بينما يلوح هجوم «الحاكم» الوشيك في الأفق.              |              |                           |                   |                          |                |                          |

### الموسم الرابع (2013−14)
مقالة مفصلة: الموتى السائرون (الموسم الرابع)
| التسلسل الإجمالي | تسلسل الموسم | عنوان الحلقة "بالإنجليزية" | إخراج                | كتابة                       | تاريخ العرض    | عدد المشاهدين (بالمليون) |
| ---------------- | ------------ | -------------------------- | -------------------- | --------------------------- | -------------- | ------------------------ |
| 36               | 1            |                            | غريغ نيكوتيرو        | سكوت إم. إغيمبل             | 13 أكتوبر 2013 | 16.11                    |
| 37               | 2            |                            | غاي فيرلاند          | أنجيلا كانغ                 | 20 أكتوبر 2013 | 13.95                    |
| 38               | 3            |                            | دان ساكهايم          | روبرت كيركمان               | 27 أكتوبر 2013 | 12.92                    |
| 39               | 4            |                            | تريشيا بروك          | ماثيو نيغريتي               | 3 نوفمبر 2013  | 13.31                    |
| 40               | 5            |                            | ديفيد بويد           | تشانينغ بويل                | 10 نوفمبر 2013 | 12.20                    |
| 41               | 6            |                            | مايكل أبيندال        | نيكول بياتي                 | 17 نوفمبر 2013 | 12.00                    |
| 42               | 7            |                            | جيريمي بوديسوا       | كورتيس غوين                 | 24 نوفمبر 2013 | 11.29                    |
| 43               | 8            |                            | إيرنيست ديكيرسون     | سيث هوفمان                  | 1 ديسمبر 2013  | 12.05                    |
| 44               | 9            |                            | غريغ نيكوتيرو        | روبرت كيركمان               | 9 فبراير 2014  | 15.76                    |
| 45               | 10           |                            | تريشيا بروك          | ماثيو نيغريتي وتشانينغ بويل | 16 فبراير 2014 | 13.34                    |
| 46               | 11           |                            | سيث مان              | نيكول بياتي وسيث هوفمان     | 23 فبراير 2014 | 13.12                    |
| 47               | 12           |                            | جوليوس رامزي         | أنجيلا كانغ                 | 2 مارس 2014    | 12.61                    |
| 48               | 13           |                            | إيرنيست ديكيرسون     | كورتيس غوين                 | 9 مارس 2014    | 12.65                    |
| 49               | 14           |                            | مايكل إي. ساترازيميس | سكوت إم. غيمبل              | 16 مارس 2014   | 12.87                    |
| 50               | 15           |                            | غريغ نيكوتيرو        | نيكول بياتي وسيث هوفمان     | 23 مارس 2014   | 13.47                    |
| 51               | 16           |                            | مايكل ماكلارين       | سكوت إم. غيمبل وأنجيلا كانغ | 30 مارس 2014   | 15.68                    |

### الموسم الخامس (2014–15)
مقالة مفصلة: الموتى السائرون (الموسم الخامس)
| التسلسل الإجمالي | تسلسل الموسم | عنوان الحلقة "بالإنجليزية" | إخراج                | كتابة                       | تاريخ العرض    | عدد المشاهدين (بالمليون) |
| ---------------- | ------------ | -------------------------- | -------------------- | --------------------------- | -------------- | ------------------------ |
| 52               | 1            |                            | غريغ نيكوتيرو        | سكوت إم. إغيمبل             | 12 أكتوبر 2014 | 17.29                    |
| 53               | 2            |                            | ديفيد بويد           | روبرت كيركمان               | 19 أكتوبر 2014 | 15.14                    |
| 54               | 3            |                            | جيفري أف. جانيواري   | أنجيلا كانغ وكوري ريد       | 26 أكتوبر 2014 | 13.80                    |
| 55               | 4            |                            | مايكل إي. ساترازيميس | ماثيو نيغريتي وتشانينغ بويل | 2 نوفمبر 2014  | 14.52                    |
| 56               | 5            |                            | إيرنيست ديكيرسون     | هيذر بيلسون وسيث هوفمان     | 9 نوفمبر 2014  | 13.53                    |
| 57               | 6            |                            | سيث مان              | ماثيو نيغريتي وكوري ريد     | 16 نوفمبر 2014 | 14.07                    |
| 58               | 7            |                            | بيلي غيرهارت         | سيث هوفمان                  | 23 نوفمبر 2014 | 13.33                    |
| 59               | 8            |                            | إيرنيست ديكيرسون     | أنجيلا كانغ                 | 30 نوفمبر 2014 | 14.81                    |
| 60               | 9            |                            | غريغ نيكوتيرو        | سكوت إم. غيمبل              | 8 فبراير 2015  | 15.64                    |
| 61               | 10           |                            | جوليوس رامزي         | هيذر بيلسون                 | 15 فبراير 2015 | 12.27                    |
| 62               | 11           |                            | لاريسا كوندراكي      | سيث هوفمان                  | 22 فبراير 2015 | 13.44                    |
| 63               | 12           |                            | غريغ نيكوتيرو        | تشانينغ بويل                | 1 مارس 2015    | 14.43                    |
| 64               | 13           |                            | ديفيد بويد           | كوري ريد                    | 8 مارس 2015    | 14.53                    |
| 65               | 14           |                            | جينيفر لينتش         | ماثيو نيغريتي               | 15 مارس 2015   | 13.78                    |
| 66               | 15           |                            | مايكل إي. ساترازيميس | أنجيلا كانغ                 | 22 مارس 2015   | 13.76                    |
| 67               | 16           |                            | غريغ نيكوتيرو        | سكوت إم. غيمبل وسيث هوفمان  | 29 مارس 2015   | 15.78                    |

### الموسم السادس (2015–16)
مقالة مفصلة: الموتى السائرون (الموسم السادس)
| التسلسل الإجمالي | تسلسل الموسم | عنوان الحلقة "بالإنجليزية" | إخراج                | كتابة                          | تاريخ العرض    | عدد المشاهدين (بالمليون) |
| ---------------- | ------------ | -------------------------- | -------------------- | ------------------------------ | -------------- | ------------------------ |
| 68               | 1            |                            | غريغ نيكوتيرو        | سكوت إم. إغيمبل وماثيو نيغريتي | 11 أكتوبر 2015 | 14.63                    |
| 69               | 2            |                            | جينيفر لينتش         | سيث هوفمان                     | 18 أكتوبر 2015 | 12.18                    |
| 70               | 3            |                            | مايكل سلوفيس         | أنجيلا كانغ                    | 25 أكتوبر 2015 | 13.14                    |
| 71               | 4            |                            | ستيفن ويليامز        | سكوت إم. غيمبل                 | 1 نوفمبر 2015  | 13.34                    |
| 72               | 5            |                            | آفي يوابيان          | كوري ريد                       | 8 نوفمبر 2015  | 12.44                    |
| 73               | 6            |                            | جيفري أف. جانيواري   | هيذر بيلسون                    | 15 نوفمبر 2015 | 12.87                    |
| 74               | 7            |                            | ديفيد بويد           | تشانينغ بويل                   | 22 نوفمبر 2015 | 13.22                    |
| 75               | 8            |                            | مايكل إي. ساترازيميس | ماثيو نيغريتي                  | 29 نوفمبر 2015 | 13.98                    |
| 76               | 9            |                            | غريغ نيكوتيرو        | سيث هوفمان                     | 14 فبراير 2016 | 13.74                    |
| 77               | 10           |                            | كاري سكوغلاند        | أنجيلا كانغ وكوري ريد          | 21 فبراير 2016 | 13.48                    |
| 78               | 11           |                            | مايكل إي. ساترازيميس | ماثيو نيغريتي وتشانينغ بويل    | 28 فبراير 2016 | 12.79                    |
| 79               | 12           |                            | غريغ نيكوتيرو        | سيث هوفمان                     | 6 مارس 2016    | 12.82                    |
| 80               | 13           |                            | بيلي غيرهارت         | أنجيلا كانغ                    | 13 مارس 2016   | 12.53                    |
| 81               | 14           |                            | ألريك رايلي          | ماثيو نيغريتي                  | 20 مارس 2016   | 12.69                    |
| 82               | 15           |                            | مايكل إي. ساترازيميس | سكوت إم. غيمبل وتشانينغ بويل   | 27 مارس 2016   | 12.38                    |
| 83               | 16           |                            | غريغ نيكوتيرو        | سكوت إم. غيمبل وماثيو نيغريتي  | 3 أبريل 2016   | 14.19                    |

### الموسم السابع (2016–17)
مقالة مفصلة: الموتى السائرون (الموسم السابع)
| التسلسل الإجمالي | تسلسل الموسم | عنوان الحلقة "بالإنجليزية" | إخراج                | كتابة                       | تاريخ العرض    | عدد المشاهدين (بالمليون) |
| ---------------- | ------------ | -------------------------- | -------------------- | --------------------------- | -------------- | ------------------------ |
| 84               | 1            |                            | غريغ نيكوتيرو        | سكوت إم. إغيمبل             | 23 أكتوبر 2016 | 17.03                    |
| 85               | 2            |                            | غريغ نيكوتيرو        | ماثيو نيغريتي               | 30 أكتوبر 2016 | 12.46                    |
| 86               | 3            |                            | ألريك رايلي          | أنجيلا كانغ                 | 6 نوفمبر 2016  | 11.72                    |
| 87               | 4            |                            | ديفيد بويد           | كوري ريد                    | 13 نوفمبر 2016 | 11.40                    |
| 88               | 5            |                            | دارنيل مارتن         | تشانينغ بويل                | 20 نوفمبر 2016 | 11.00                    |
| 89               | 6            |                            | مايكل إي. ساترازيميس | ديفيد ليزلي جونسون          | 27 نوفمبر 2016 | 10.40                    |
| 90               | 7            |                            | روزماري رودريغيز     | أنجيلا كانغ وكوري ريد       | 4 ديسمبر 2016  | 10.48                    |
| 91               | 8            |                            | مايكل إي. ساترازيميس | ماثيو نيغريتي وتشانينغ بويل | 11 ديسمبر 2016 | 10.58                    |
| 92               | 9            |                            | غريغ نيكوتيرو        | أنجيلا كانغ                 | 12 فبراير 2017 | 12.00                    |
| 93               | 10           | «New Best Friends»         | جيفري أف. جانيواري   | غ/م                         | 19 فبراير 2017 | غ/م                      |
| 94               | 11           | «Hostiles and Calamities»  | كاري سكوغلاند        | غ/م                         | 26 فبراير 2017 | غ/م                      |
| 95               | 12           | [ 102 ]                    | غريغ نيكوتيرو        | غ/م                         | 5 مارس 2017    | غ/م                      |
| 96               | 13           | [ 102 ]                    | غ/م                  | غ/م                         | 12 مارس 2017   | غ/م                      |
| 97               | 14           | «غ/م»                      | غ/م                  | غ/م                         | 19 مارس 2017   | غ/م                      |
| 98               | 15           | «غ/م»                      | غ/م                  | غ/م                         | 26 مارس 2017   | غ/م                      |
| 99               | 16           | «غ/م»                      | غريغ نيكوتيرو        | غ/م                         | 2 أبريل 2017   | غ/م                      |

## حلقات خاصة
| التسلسل | عنوان الحلقة "بالإنجليزية" | تاريخ العرض    | عدد المشاهدين (بالمليون) |
| --- | -------------------------- | -------------- | ------------------------ |
| 1 |                            | 16 أكتوبر 2016 | 2.18                     |
| حلقة خاصة لخصت مواضيع المواسم الستة الأولى من مسلسل الموتى السائرون، واحتوت على مقابلات مع الممثلين والمنتجين. |                            |                |                          |

## حلقات الويب

### ممزق (2011)
مقالة مفصلة: الموتى السائرون: ممزق
| التسلسل | عنوان الحلقة "بالإنجليزية" | إخراج         | كتابة                       | تاريخ العرض   | مدة العرض (دقائق) |
| ------- | -------------------------- | ------------- | --------------------------- | ------------- | ----------------- |
| 1       | «A New Day»                | غريغ نيكوتيرو | غريغ نيكوتيرو وجون إسبوسيتو | 3 أكتوبر 2011 | 2:37              |
| 2       | «Family Matters»           | غريغ نيكوتيرو | غريغ نيكوتيرو وجون إسبوسيتو | 3 أكتوبر 2011 | 2:20              |
| 3       | «Domestic Violence»        | غريغ نيكوتيرو | غريغ نيكوتيرو وجون إسبوسيتو | 3 أكتوبر 2011 | 3:10              |
| 4       | «Neighborly Advice»        | غريغ نيكوتيرو | غريغ نيكوتيرو وجون إسبوسيتو | 3 أكتوبر 2011 | 4:00              |
| 5       | «Step-Mother»              | غريغ نيكوتيرو | غريغ نيكوتيرو وجون إسبوسيتو | 3 أكتوبر 2011 | 2:22              |
| 6       | «Everything Dies»          | غريغ نيكوتيرو | غريغ نيكوتيرو وجون إسبوسيتو | 3 أكتوبر 2011 | 5:06              |

### تخزين بارد (2012)
مقالة مفصلة: الموتى السائرون: تخزين بارد
| التسلسل | عنوان الحلقة "بالإنجليزية" | إخراج         | كتابة        | تاريخ العرض   | مدة العرض (دقائق) |
| ------- | -------------------------- | ------------- | ------------ | ------------- | ----------------- |
| 1       | «Hide and Seek»            | غريغ نيكوتيرو | جون إسبوسيتو | 1 أكتوبر 2012 | 4:29              |
| 2       | «Keys to the Kingdom»      | غريغ نيكوتيرو | جون إسبوسيتو | 1 أكتوبر 2012 | 4:57              |
| 3       | «The Chosen Ones»          | غريغ نيكوتيرو | جون إسبوسيتو | 1 أكتوبر 2012 | 5:38              |
| 4       | «Parting Shots»            | غريغ نيكوتيرو | جون إسبوسيتو | 1 أكتوبر 2012 | 9:04              |

### القسم (2013)
مقالة مفصلة: الموتى السائرون: القسم
| التسلسل | عنوان الحلقة "بالإنجليزية" | إخراج         | كتابة                     | تاريخ العرض   | مدة العرض (دقائق) |
| ------- | -------------------------- | ------------- | ------------------------- | ------------- | ----------------- |
| 1       | «Alone»                    | غريغ نيكوتيرو | غريغ نيكوتيرو ولوك باسمور | 1 أكتوبر 2013 | 8:14              |
| 2       | «Choice»                   | غريغ نيكوتيرو | غريغ نيكوتيرو ولوك باسمور | 1 أكتوبر 2013 | 7:26              |
| 3       | «Bond»                     | غريغ نيكوتيرو | غريغ نيكوتيرو ولوك باسمور | 1 أكتوبر 2013 | 10:38             |

## التصنيف
| الموسم | الموسم | حلقة 1 | حلقة 2 | حلقة 3 | حلقة 4 | حلقة 5 | حلقة 6 | حلقة 7 | حلقة 8 | حلقة 9 | حلقة 10 | حلقة 11 | حلقة 12 | حلقة 13 | حلقة 14 | حلقة 15 | حلقة 16 | معدل الموسم |
| ------ | ------ | ------ | ------ | ------ | ------ | ------ | ------ | ------ | ------ | ------ | ------- | ------- | ------- | ------- | ------- | ------- | ------- | ----------- |
|        | 1      | 5.35   | 4.71   | 5.07   | 4.75   | 5.56   | 5.97   | غ/م    | غ/م    | غ/م    | غ/م     | غ/م     | غ/م     | غ/م     | غ/م     | غ/م     | غ/م     | 5.24        |
|        | 2      | 7.26   | 6.70   | 6.10   | 6.29   | 6.12   | 6.08   | 6.62   | 8.10   | 6.89   | 7.04    | 6.77    | 6.89    | 8.99    | غ/م     | غ/م     | غ/م     | 6.91        |
|        | 3      | 10.97  | 9.55   | 10.51  | 9.27   | 10.37  | 9.21   | 10.43  | 10.48  | 12.26  | 11.05   | 11.01   | 11.30   | 11.46   | 10.84   | 10.99   | 12.42   | 10.75       |
|        | 4      | 16.11  | 13.95  | 12.92  | 13.31  | 12.20  | 12.00  | 11.29  | 12.05  | 15.76  | 13.34   | 13.12   | 12.61   | 12.65   | 12.87   | 13.47   | 15.68   | 13.34       |
|        | 5      | 17.30  | 15.14  | 13.80  | 14.52  | 13.53  | 14.07  | 13.33  | 14.81  | 15.64  | 12.27   | 13.44   | 14.43   | 14.53   | 13.78   | 13.76   | 15.78   | 14.38       |
|        | 6      | 14.63  | 12.18  | 13.14  | 13.34  | 12.44  | 12.87  | 13.22  | 13.98  | 13.74  | 13.48   | 12.79   | 12.81   | 12.53   | 12.67   | 12.358  | 14.19   | 13.15       |
|        | 7      | 17.03  | 12.46  | 11.72  | 11.40  | 11.00  | 10.40  | 10.48  | 10.58  | 12.00  | ي/ل     | ي/ل     | ي/ل     | ي/ل     | ي/ل     | ي/ل     | ي/ل     | ي/ل         |

## وصلات خارجية
- قائمة حلقات الموتى السائرون  على قاعدة بيانات الأفلام على الإنترنت
- قائمة حلقات الموتى السائرون  على تي في.كوم